# Quartieri di Lugano
La città di Lugano è suddivisa in 21 quartieri, alcuni dei quali sono ex comuni che sono stati aggregati alla città.
Nel 2019 la città contava 67 082 abitanti su una superficie di circa 75.8 km²..

## I quartieri
| Quartiere                                                                         | Abitanti | Superficie in km² | Abitanti/ km² | Circolo      | Data di aggregazione | Mappa |
| --------------------------------------------------------------------------------- | -------- | ----------------- | ------------- | ------------ | -------------------- | ----- |
| Barbengo                                                                          | 2 213    | 2,65              | 835           | Lugano Ovest | 2008                 |       |
| Besso                                                                             | 5 241    | 1,65              | 3 176         | Lugano Ovest | -                    |       |
| Brè-Aldesago                                                                      | 1 104    | 4,1               | 269           | Lugano Est   | 1972                 |       |
| Breganzona                                                                        | 5 563    | 2,3               | 2 419         | Lugano Ovest | 2004                 |       |
| Cadro                                                                             | 2 399    | 4,45              | 539           | Lugano Est   | 2013                 |       |
| Carabbia                                                                          | 625      | 1,7               | 368           | Lugano Ovest | 2008                 |       |
| Carona                                                                            | 912      | 4,77              | 191           | Lugano Ovest | 2013                 |       |
| Castagnola-Cassarate-Ruvigliana                                                   | 6 308    | 5,1               | 1 237         | Lugano Est   | 1972                 |       |
| Cureggia                                                                          | 181      | 0.7               | 259           | Lugano Est   | 2004                 |       |
| Davesco-Soragno                                                                   | 1 670    | 2,5               | 668           | Lugano Est   | 2004                 |       |
| Gandria                                                                           | 293      | 3,45              | 85            | Lugano Est   | 2004                 |       |
| Loreto                                                                            | 3 300    | 2,3               | 1 435         | Lugano Ovest | -                    |       |
| Lugano Centro                                                                     | 5 642    | 3,2               | 1 763         | Lugano Ovest | -                    |       |
| Molino Nuovo                                                                      | 9 627    | 3,9               | 2 468         | Lugano Ovest | -                    |       |
| Pambio Noranco                                                                    | 732      | 0,6               | 1 220         | Lugano Ovest | 2004                 |       |
| Pazzallo                                                                          | 1 698    | 1,6               | 1 061         | Lugano Ovest | 2004                 |       |
| Pregassona                                                                        | 9 601    | 2,6               | 3 693         | Lugano Est   | 2004                 |       |
| Sonvico                                                                           | 1 953    | 11,09             | 176           | Lugano Est   | 2013                 |       |
| Val Colla (Bogno, Certara, Cimadera, Colla, Insone, Piandera, Scareglia, Signôra) | 1 259    | 21,75             | 58            | Lugano Est   | 2013                 |       |
| Viganello                                                                         | 7 505    | 1,2               | 6 254         | Lugano Est   | 2004                 |       |
| Villa Luganese                                                                    | 566      | 2,2               | 257           | Lugano Est   | 2008                 |       |